# Quando quel giorno arriva
Quando quel giorno arriva (Cinese semplificato: 当那一天来临, Cinese tradizionale: 當那一天來臨) è una marcia militare cinese. Realizzata nel 2005, con musica di Wang Luming e testi di Wang Xiaoling. Questa marcia viene suonata, generalmente, durante i corsi di addestramento militare per giovani nella Repubblica Popolare Cinese. Nel 2017 è stata trasmessa durante il capodanno cinese della Repubblica Popolare Cinese.